# 今野美里
今野 美里（こんの みさと、1987年4月22日 - ）は、日本のタレント、モデルである。最近は名前の美里にちなんだミータスの愛称でテレビ番組などに出演している。キャッチフレーズは「1タス2タスミータスだょ」。
北海道出身。過去には浅井企画に所属していた。

## 経歴
2005年、「ファイターズガール」背番号11
2006年2月14日 - 5月31日、ウェザーニューズの携帯電話向け配信番組『おは天』で北日本版のキャスターを務めた。
2007年2月 - 2008年7月、女子フットサルチーム「サッポロチェルビーズ」に所属。背番号は5。
2007年9月24日、札幌市の平岡樹芸センターにてモデル事務所「フォトタイム」による撮影会を卒業。
2008年10月、浅井企画の所属タレントたちによる芸能人女子フットサルチーム「ASAI RED ROSE」に入団する。背番号は14。また同年10月8日には、インターネットラジオ『女神のお笑い伝説』に初出演した。

## 人物
趣味はお菓子作り、子供と遊ぶこと、商店街リポート。特技はチアダンス、フットサル。好きな色はピンク。
弟が1人いる（本人のブログより）。

## 出演

### テレビ番組
- What's New?+Cute（2007年1月 - 2008年9月、札幌テレビ）
- ゴールドハウス（フジテレビ） - 「¥enガール」のメンバーとして出演。
- NHK高校講座 地理（2011年度、NHK Eテレ） - リポーター
- ミータス姫の町屋道中ひざくりげ（2012年5月1日 - 、ケーブルネット296）
- ナイツのHIT商品会議室（2012年6月 - 2015年7月、チバテレ） - MC

### ネット配信番組
- 四つ葉のクローバー（2012年5月 - 、スカイクラッドTV） - 2012年5月に前MCである富沢恵莉の代役として出演した後、同年6月からレギュラーMCとなる。

### 舞台
- 下北発女の子演劇集団 Angeiil「Angeiil -降臨-」（2011年12月15日 - 18日、ウッディシアター中目黒）
- 万本桜企画「ホテル死界覚」（2012年6月13日 - 17日、千本桜ホール）
- 下北発女の子演劇集団 Angeiil「Angeiil -なchuっ♡-」（2012年9月4日 - 9日、ウッディシアター中目黒）